# Henrique Catanha
Henrique Guedes da Silva Catanha (Recife, 6 maart 1972), kortweg Catanha, is een Spaans-Braziliaanse voormalig voetballer. Hij verkreeg de meeste bekendheid als aanvaller van Málaga CF en Celta de Vigo.

## Clubvoetbal
Catanha speelde in zijn geboorteland voor São Cristovão (1991/1992), União São João (1992/1993), Centro Sportivo Alagoano (1993-1995) en Paysandu Sport Club (1995). In 1995 kwam de aanvaller bij het Portugese Belenenses. Na één seizoen vertrok hij naar de Spaanse Segunda División A, waar Catanha speelde voor achtereenvolgens UD Salamanca (1996/1997), CD Leganés (1997/1998) en uiteindelijk Málaga CF. Bij laatstgenoemde club had hij zijn doorbraak en Catanha werd in zijn eerste seizoen bij Málaga CF topscorer van de Segunda A met 26 doelpunten. Met zijn doelpunten had hij bovendien een belangrijk aandeel in de promotie van de club naar de Primera División in 1999. In zijn debuutjaar in de Primera División eindigde Catanha met 24 goals als tweede op de topscorerslijst. Een transfer naar Celta de Vigo volgde in 2000. Bij de club uit Galicië was hij een belangrijke speler in de goede nationale en internationale prestaties, waaronder een finaleplaats in de Copa del Rey (2000), de kwartfinale in de UEFA Cup (2000) en plaatsing voor de UEFA Champions League (2002). In het seizoen 2002/2003 verloor Catanha zijn plek aan Savo Milošević en de aanvaller kwam nauwelijks nog aan spelen bij Celta de Vigo. Hij speelde vervolgens voor CF Estrela Amadora (2003/2004), Krylja Sovetov Samara (2004), Belenenses (2005) en Clube Atlético Mineiro (2005). In 2006 keerde Catanha terug naar Spanje, waar hij sindsdien in de lagere divisies speelt; aanvankelijk bij CD Linares (2006-2008) in de Segunda División B en later bij Unión Estepona (2008-heden). Met laatstgenoemde club promoveerde hij in 2009 van de Tercera División naar de Segunda B.

## Nationaal elftal
Catanha speelde in 2000 drie interlands voor het Spaans nationaal elftal: op 7 oktober tegen Israel, op 11 oktober tegen Oostenrijk en op 15 november tegen Nederland. De aanvaller was na Donato Gama da Silva de tweede geboren Braziliaan die voor La Furía Roja speelde. In 2006 werd Marcos Senna de derde geboren Braziliaan in het Spaans nationaal elftal.